# Huib Eversdijk
Huibrecht (Huib) Eversdijk (Kapelle, 21 december 1933 – Goes, 15 maart 2012) was een Nederlands politicus.
Zijn politieke carrière begon in Borsele, waar hij voor de Christelijk-Historische Unie (CHU) van 1969 tot 1978 in de gemeenteraad zat. In 1973 werd hij tevens Statenlid van Zeeland.
Voor het Christen-Democratisch Appèl (CDA) zat hij van 1977 tot 1991 in de Tweede Kamer en daarna tot 2003 in de Eerste Kamer. Als senator was hij onder andere voorzitter van de commissie voor Europese zaken. Nadat hij in 2003 uit de Kamer vertrok, werd hij weer raadslid in Zeeland en wel in de gemeente Reimerswaal. Dit bleef hij tot 2006.
Eversdijk was tevens actief als dijkgraaf in de waterschappen rond de Westerschelde. Hij was ridder in de Orde van de Nederlandse Leeuw, ridder in de Orde van Oranje Nassau, ridder in de Orde van Sint-Silvester en erelid van de Raad van Europa.
- Biografisch Portaal: 05453589
- International Standard Name Identifier: 0000 0003 6915 3358
- Nederlandse Thesaurus van Auteursnamen: 070981779
- Parlement.com: vg09lli0pnz5
- Virtual International Authority File: 285091225
- WorldCat: E39PBJhmFhfYWHVGRrvDxF6Frq